# Kerámia (Japán)

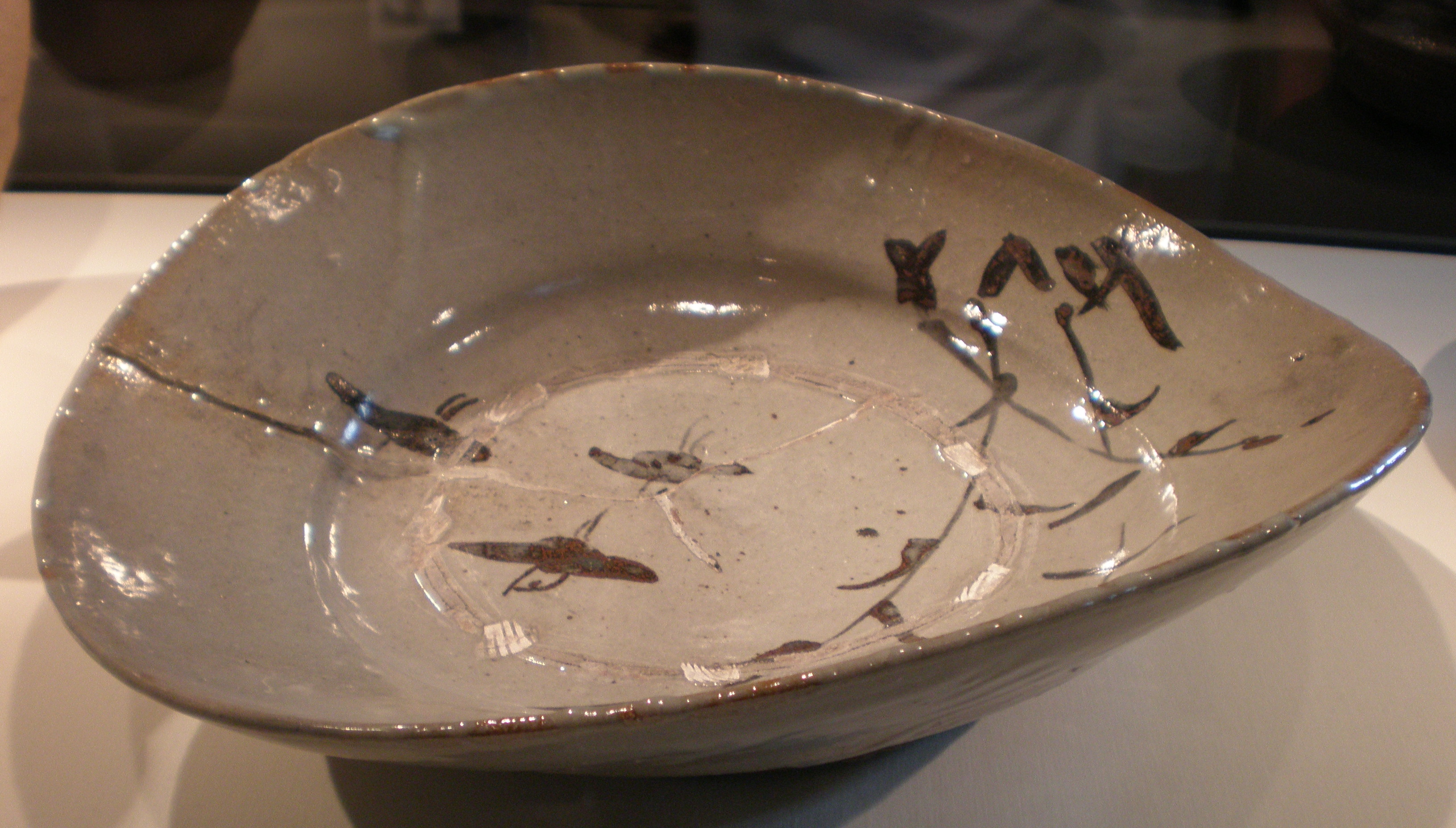
Karacui tál

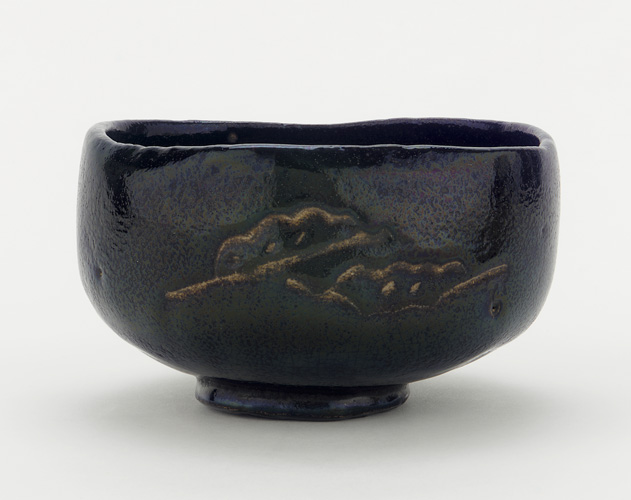
Raku teáscsésze

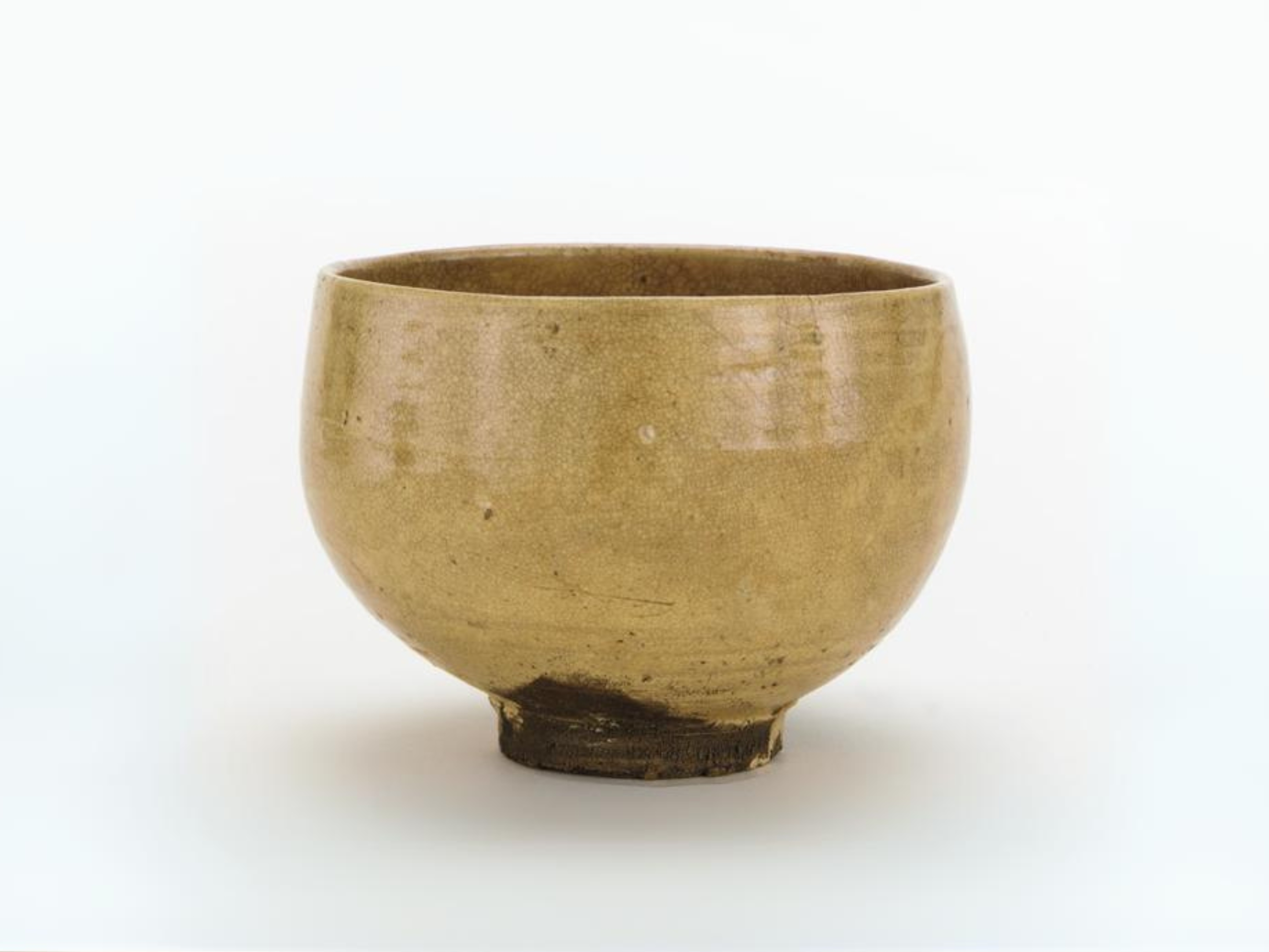
Hagi teáscsésze

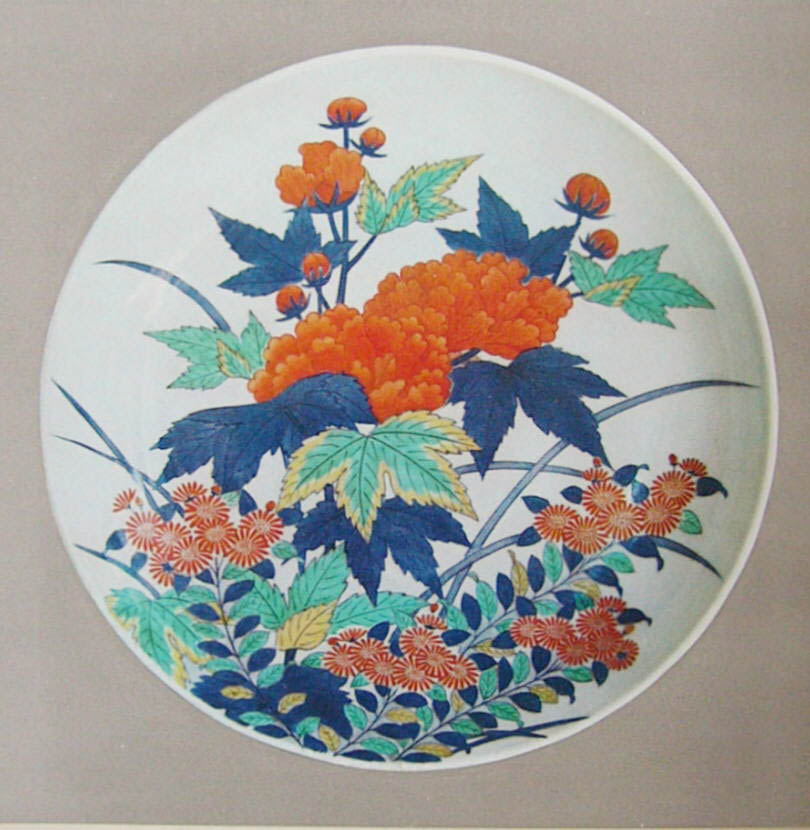
Nabesimai tányér

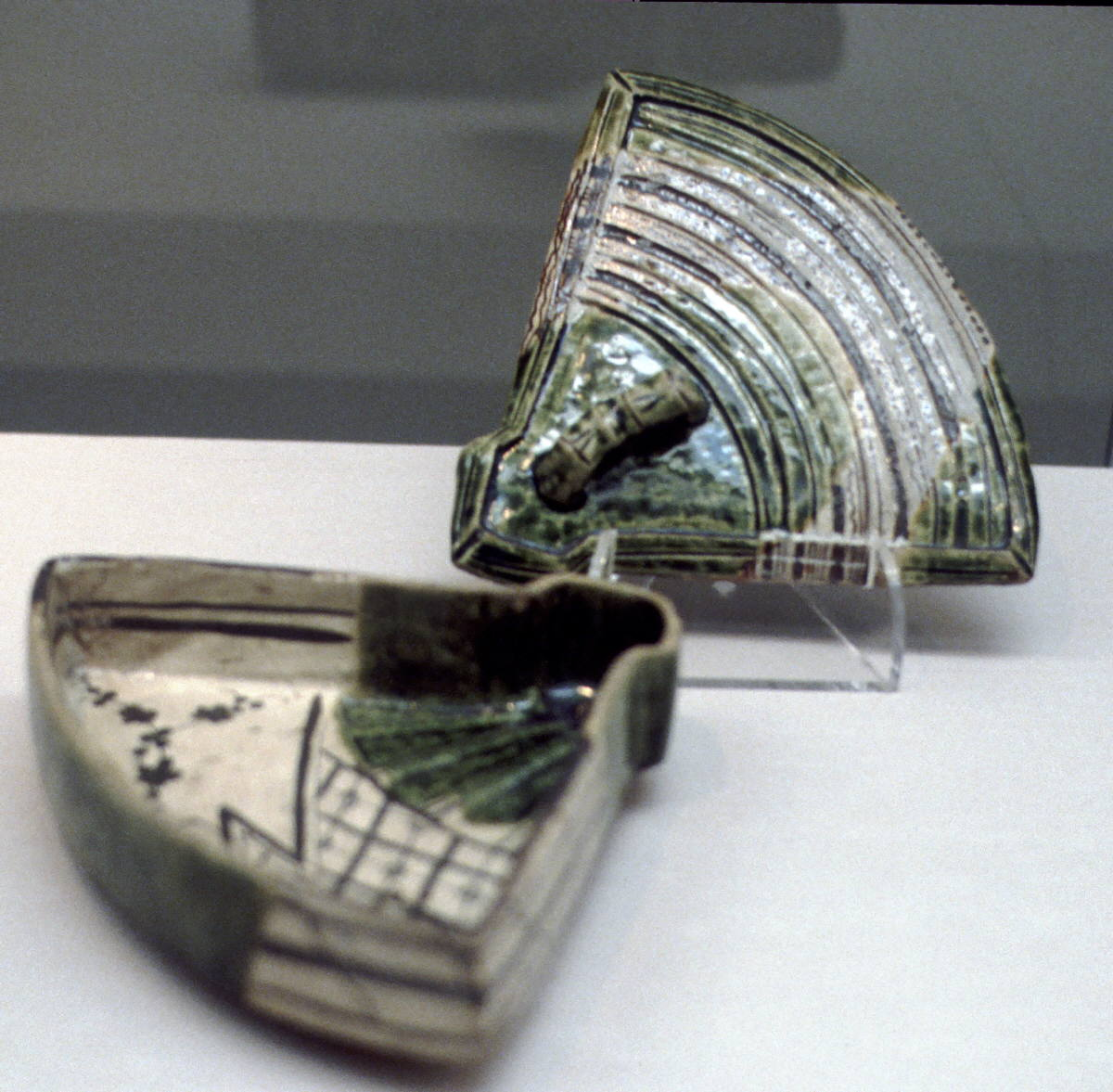
Oribe edény

A japán kerámia (japánul: 陶磁器, tódzsiki, Hepburn-átírással: tōjiki) története a Dzsómon-kori (i. e. 300-ig) és Jajoi-kori (i. e. 300 – i. sz. 300) agyagedényeket és -szobrocskákat nem számítva a 13. században kezdődött Szetóban a kínai Szung-kerámiák hatására: zöld, sárga, barna és fekete zománccal bevont cserépedények.
A Muromacsi-kor (1333–1568) végén a Bizenben, Sigarakiban készülő nyers, máz nélküli, rusztikus kőcserép került előtérbe: teáscsészék, teatartók, teáskannák, melyeknek égetés közbeni véletlen sérülései, aszimmetriái később szándékolttá váltak, a teaszertartás mesterei egyenesen megkövetelték.
Az Azucsi–Momojama-kor (1568–1600) volt az igazi virágkor, gazdagon díszített, öblös teáscsészék, vázák, lapos tálak, bonszaiedények stb. jellemezték, a Koreából hozott fazekasok Szacumában és Karacuban telepedtek le, ezért termékeiket karacui kerámiának (karacu-jaki) szokás nevezni, mázuk szürkésbarna, vagy fehér és sötétbarna. Ennek az aranykornak fő típusai a raku-, sino-, hagi- és oribe-jaki: a raku egyszerű koromfekete, vagy pedig fehér, vörös, zöldes csillogású áttetsző mázzal vonták be; a sino tojáshéj színű agyag, áttetsző fehér mázzal vastagon, egyenetlenül bevonva, néha tájképekkel vagy csíkokkal díszítve; a hagi rózsaszín-bézs, nyers agyagszínű, hőtartó; az oribe túlzsúfoltan, egyedien ábrázolatos. Az úgynevezett fehér és fekete szacumai „álporcelánok”, kőcserepek eredetileg szintén koreai származású fazekasok munkái.
1616-ban a kjúsúi Arita közelében porcelánföldet fedeztek fel, s megszülettek Kakiemon mester művei (iskoláját a 20. században XIII. [1906–1982] és XIV. [1934] Kakiemon viszi tovább), a máz feletti zománcfestéssel ellátott porcelánedények, amelyeknek megkülönböztető jegyei a növény- és virágdekoráció, a piros, zöld, kék és sárga, csillogó zománcfestés, a porcelán tejfehérsége, eredendően japán bája és lírai finomsága, s amelyeket holland kereskedők nagy számban szállítottak Európába, ahol a 18. század elejétől Meißenben (de Delftben, Worcesterben is) megkezdődött az utánzásuk (akárcsak Kínában!). Úgyszintén megjelent a kékeszöld, sárga, piros jelenetekkel díszített nabesimai porcelán; ugyanekkor Kiotóban még kitartottak a kerámiagyártás mellett, de a zománcfestést és díszítést a raku edényekre is átvitték, s a 18. század végén már itt is készült porcelán (kijomizu-jaki).
A Meidzsi-korban (1868–1912) a japán kerámia hanyatlásnak indult. A 20. században a népi kerámia- és porcelánfajtákhoz való visszatérés nagy mesterei: Hamada Sódzsi (1894–1978), Kavai Kandzsiró (1890–1966), Tomimoto Kenkicsi (1886–1963). Nyugaton a legismertebb típusok a kakiemonon kívül a raku csészék és a nabesimai meg szacumai (fekete, illetve „brokátmázas”) edények és vázák.